# Normas gráficas de Huesca de 1987
Las normas gráficas de Huesca de 1987 son las normas gráficas del aragonés surgidas de los acuerdos firmados el 19 de abril de 1987 en Huesca (Aragón, España). Se trata de un conjunto de convenciones ortográficas para el aragonés acordadas en el I Congreso para la normalización del aragonés. Las reafirmaron el Instituto de Estudios Altoaragoneses y las asociaciones Consello d'a Fabla Aragonesa, Ligallo de Fablans de l'Aragonés, Rolde d'Estudios Aragoneses, Chunta Unibersitaria por a Reconoxedura y a Promozión de l'Aragonés, Rolde de Fabla Aragonesa de Chaca, y la Asociación Alasets de Benás, aunque no las firmaron ni Ánchel Conte ni los representantes del Grupo de Triballo de lo Cheso.
Fue la grafía de uso mayoritario en el movimiento de recuperación del aragonés aunque no estuvo generalizada del todo, concretamente entre los escritores dialectales. Su objetivo es representar los fonemas de manera casi uniforme, sin atender la etimología. Por ejemplo, v y b pasan a b, o también ch, j, g(+e), g(+i) pasan a ch. Ciertas soluciones calcan el español, como la ñ y los acentos gráficos. La autodenominada Academia del Aragonés constituida oficialmente como asociación cultural "Estudio de Filología Aragonesa" creada por el II Congreso del Aragonés publicó en 2010 su Propuesta Ortográfica Provisional, lo que propició que algunas asociaciones y particulares que utilizaban la grafía de 1987 (además de algunos de los escritores dialectales que utilizaban ortografías particulares o basadas en el castellano) han pasado a emplear la ortografía del "Estudio de Filología Aragonesa", otros escritores abrazaron la de la "Sociedat de Lingüística Aragonesa" y otros no acatan estas dos anteriores y continúan utilizando las normas gráficas de 1987.